# Dischwefeldibromid
Dischwefeldibromid ist eine anorganische chemische Verbindung des Schwefels aus der Gruppe der Bromide.

## Gewinnung und Darstellung
Dischwefeldibromid kann durch Reaktion von Schwefel mit Brom oder Dischwefeldichlorid mit Bromwasserstoff gewonnen werden.
{\displaystyle \mathrm {2\ S+Br_{2}\longrightarrow S_{2}Br_{2}} }
{\displaystyle \mathrm {S_{2}Cl_{2}+2\ HBr\longrightarrow S_{2}Br_{2}+2\ HCl} }

## Eigenschaften
Dischwefeldibromid ist eine dunkelrote, ölige, im Glas nicht benetzende Flüssigkeit, die sich mit Wasser zu Bromwasserstoff, Schwefeldioxid und Schwefel zersetzt. Sie dissoziiert beim Erhitzen in die Elemente und ist deshalb nur im Hochvakuum unzersetzt destillierbar. Sie besitzt im festen Zustand eine orthorhombische Kristallstruktur.